# Wurmloch

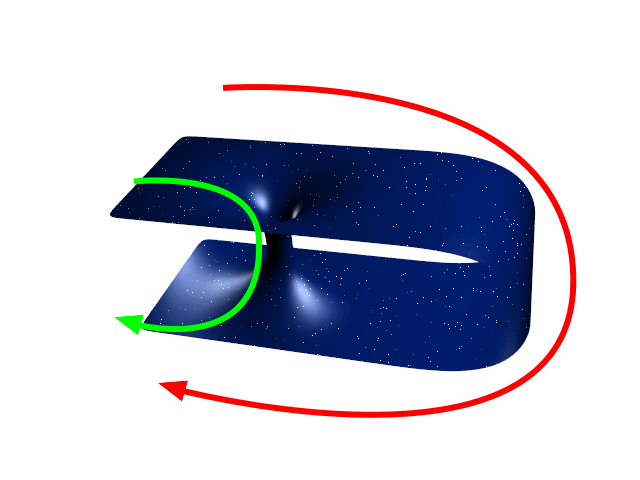
Veranschaulichung eines Wurmlochs in einem zweidimensionalen Universum. Sowohl ein Weg entlang des roten als auch einer entlang des grünen Pfeils ist im blauen, zweidimensionalen Raum eine Gerade.

Wurmlöcher sind theoretische Gebilde, die sich aus speziellen Lösungen (Kruskal-Lösungen) der Feldgleichungen der allgemeinen Relativitätstheorie ergeben. Erstmals wurden sie im Jahre 1916 von Ludwig Flamm sowie erneut im Jahre 1935 von Albert Einstein und Nathan Rosen beschrieben. Sie werden daher auch Einstein-Rosen-Brücke genannt. Der englische Begriff wormhole wurde 1957 von John Archibald Wheeler geprägt. Der Name Wurmloch stammt von der Analogie mit einem Wurm, der sich durch einen Apfel hindurchfrisst. Er verbindet damit zwei Seiten desselben Raumes (der Oberfläche) mit einem Tunnel. Das veranschaulicht das Merkmal der Kruskal-Lösungen, zwei Orte im Universum zu verbinden. Es gibt keine experimentellen Hinweise auf die tatsächliche Existenz von Wurmlöchern in unserem Universum.

## Theoretische Grundlage

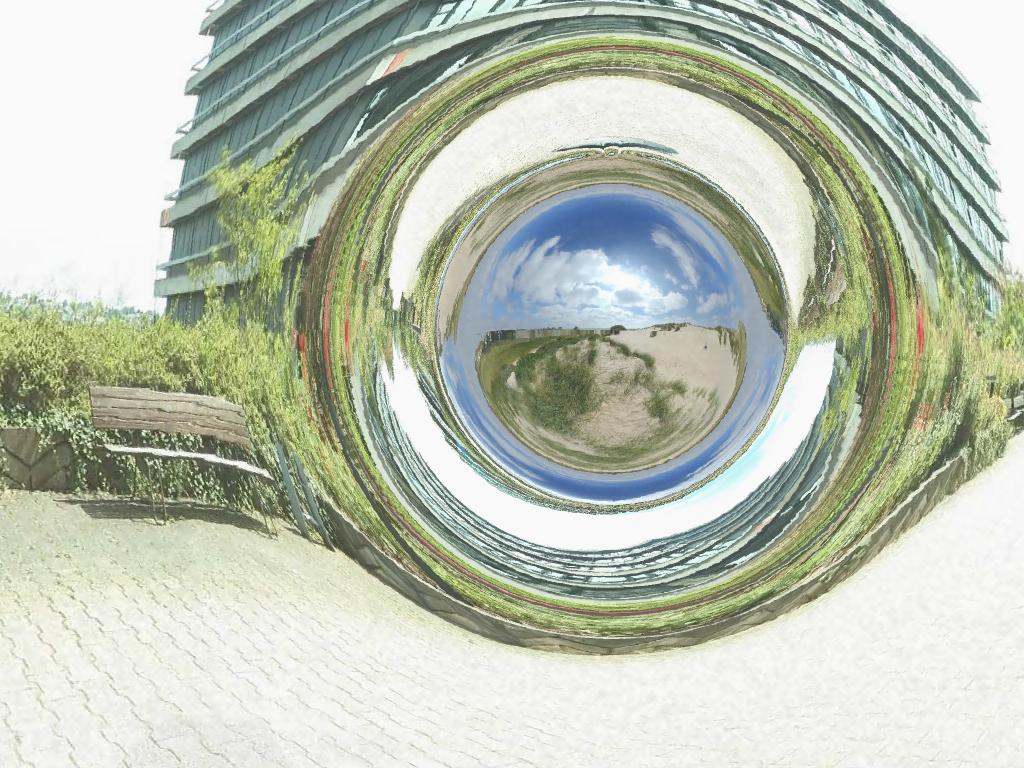
Künstlerische Darstellung eines Blicks in ein Wurmloch, welches den Vorplatz des physikalischen Instituts in Tübingen mit einer Dünenlandschaft am Ärmelkanal verbindet

Die allgemeine Relativitätstheorie erweitert den anschaulichen euklidischen Raum der Alltagserfahrung zum allgemeineren Gebilde der Raumzeit. Mathematisch ist die Raumzeit eine vierdimensionale, pseudo-riemannsche Mannigfaltigkeit. Jegliche Form von Energie, wie etwa Masse, Licht oder elektrische Ladung, verändert geometrische Eigenschaften der Raumzeit, die wiederum selbst einen Einfluss auf die Bewegung der im Gebiet befindlichen Objekte haben. Dieser Einfluss ist die Gravitation. Man spricht dabei allgemein von einer Krümmung der Raumzeit. Hierbei sei angemerkt, dass es ein häufiger Fehler ist, wenn nur von einer Krümmung des Raumes gesprochen wird, da auch die Zeit verzerrt wird, wodurch Effekte wie die gravitative Zeitdehnung auftreten.
Das Gravitationsfeld einer spezifischen Energieverteilung ist eine Lösung der Einsteingleichungen. Die einfachste ist die Schwarzschild-Lösung, die das Gravitationsfeld einer homogenen, nicht geladenen und nicht rotierenden Kugel beschreibt. Sie beschreibt in guter Näherung auch das Gravitationsfeld der Erde oder eines Sterns im Außenraum. Fällt ein Stern hingegen zu einem Schwarzen Loch zusammen, genügt die Schwarzschild-Lösung nicht, um das ganze Gebilde zu beschreiben. Am Ereignishorizont des Objekts findet sich eine Koordinatensingularität, über die die Schwarzschild-Koordinaten nicht hinausreichen. Es handelt sich jedoch nicht um eine physikalische Singularität, da sie sich durch Wahl neuer Koordinaten beheben lässt – in Form der Kruskal-Szekeres-Koordinaten, die auch die Raumzeit im Innern des Ereignishorizontes beschreiben. Es gibt neben dem Außen- und Innenraum des Schwarzen Loches noch dazu äquivalente, gespiegelte Räume. Somit zeichnet sich ein möglicher Übergang zu einem Weißen Loch ab, aus dem Materie zwar austreten, aber nicht eindringen kann.
Die Verbindung zwischen den beiden Gravitationsanomalien wird als Einstein-Rosen-Brücke und das gesamte Objekt als Wurmloch bezeichnet, speziell bei Verbindung eines Schwarzen Lochs und eines Weißen Lochs als Schwarzschild-Wurmloch, das nur in eine Richtung durchquerbar ist. Prinzipiell ist es denkbar, dass Wurmlöcher zwei Orte derselben Raumzeit oder zwei unterschiedliche Raumzeiten eines Multiversums miteinander verbinden.

## Modelle
Es gibt bislang keine experimentellen Beweise für Wurmlöcher. Wheeler und Fuller zeigten 1962, dass Wurmlöcher in der allgemeinen Relativitätstheorie instabil sind – ohne Effekte der Quantenverschränkung zu berücksichtigen. Einige Wissenschaftler wie Kip Thorne berechneten, dass eine Instabilität der Wurmlochverbindung nur durch exotische Materie zu verhindern wäre. Er konstruierte bei Annahme von deren Existenz Modelle in beide Richtungen durchquerbarer Wurmlöcher (Morris-Thorne-Wurmloch, 1988).
Stephen Hawking schloss nicht völlig aus, dass hineinfallende Teilchen normaler Materie ein Wurmloch schnell zusammenbrechen lassen. Im Buch Das Universum in der Nussschale erwog er praktische Auswirkungen von Wurmlöchern.
Die exotische Materie müsste in dem Raumgebiet, wo das Wurmloch sein soll, antigravitativ wirken – mit negativer mittlerer Energiedichte. Bisher ist unbekannt, wie solche Materie herzustellen wäre, geschweige denn, wie man damit Wurmlöcher baut. Schätzungen besagen, dass für ein Wurmloch mit einem Meter Durchmesser exotische Materie von der Masse des Jupiters notwendig wäre.
Eventuell sind nur mikroskopische Wurmlöcher (von der Größe weniger Atomradien) möglich, wenn exotische Materie beziehungsweise negative Energiedichten im Spiel sind.
Matt Visser von der Victoria-Universität (Wellington) nahm an, dass winzige Mengen exotischer Materie zur Erzeugung von Wurmlöchern ausreichen. Visser spekulierte, dass Varianten von kosmischen Strings Wurmlöcher in der Frühzeit des Universums erzeugt haben könnten, die heute über den Gravitationslinseneffekt beobachtbar wären.
Theoretisch wäre es möglich, aus einem passierbaren Wurmloch eine Zeitmaschine zu machen, indem ein Ende auf relativistische Geschwindigkeiten beschleunigt wird, ähnlich wie im Zwillingsparadoxon. Die Diskussion darum, welche Schutzmechanismen (eventuell unter Einbeziehung der Quantentheorie) dies hier und in anderen Fällen verhindern (Chronology Protection Hypothesis), wird zum Beispiel in dem Buch von Kip Thorne Black holes and time warps geschildert.
Ping Gao, Daniel Louis Jafferis und Aron C. Wall fanden 2016 eine neue Art prinzipiell durchquerbarer Wurmlöcher, die keiner exotischen Materie negativer Energiedichte bedarf. Sie bauten auf die ER-EPR-Vermutung von Juan Maldacena und Leonard Susskind auf, die die Äquivalenz von speziellen Wurmlöchern und Paaren quantenverschränkter Teilchen (EPR-Paare) postuliert und von den Urhebern für die Lösung des Informationsparadoxons Schwarzer Löcher und dessen Verschärfung im Feuerwand-Paradoxon von Joseph Polchinski benutzt wurde (außerdem sahen sie darin ein neues Bild der Quantengravitation bzw. einer stabilen quantisierten Raumzeit, deren Existenz der Quantenverschränkung zu verdanken ist).
Gao, Jafferis und Wall fanden, dass ihr Szenario mathematisch äquivalent zu einer Beschreibung der Quantenteleportation ist, die damit ebenfalls neu interpretiert wurde. Die im Schwarzen Loch verschwundene Information taucht am zweiten Schwarzen Loch, das über das Wurmloch mit dem ersten kausal verbunden ist, wieder auf. Beide sind quantenverschränkt. Die Information verschwand daher nicht.
Es kommt dabei nicht zum Aufschaukeln der Verschränkungen wie im Feuerwand-Paradoxon, da die Information im zweiten Loch erst über die übliche Raumzeit zum ersten zurückgelangen muss. Das Feuerwand-Paradoxon, das darauf beruht, dass nur jeweils zwei Teilchen nach der Quantenmechanik verschränkt sein können, im Fall der Schwarzen Löcher dies aber viele Teilchen in der Hawking-Strahlung sind, diente zuvor Polchinski als Argument gegen die Existenz eines Inneren von Schwarzen Löchern. Wie bei der Quantenteleportation kann es über die Wurmlöcher auch zu keinen Zeitreisen kommen. Die neue Interpretation stützt auch die Idee der Komplementarität vom Innen- und Außenbereich Schwarzer Löcher (Black Hole Complementarity), einer von Leonard Susskind und Gerard ’t Hooft vorgeschlagenen Lösung des Informationsparadoxons Schwarzer Löcher.

## Science-Fiction
Mehrere Science-Fiction-Autoren beschrieben Reisen im Weltraum mit Hilfe von Wurmlöchern. Die Serie Deep Space Nine aus der Star-Trek-Reihe handelt von einer abgelegenen Raumstation, die durch ein in der Nähe entdecktes Wurmloch große wirtschaftliche Bedeutung erlangt. Hierbei ist dieses Wurmloch eine künstlich erzeugte Passage. Ein Beispiel für ein nicht stabiles Wurmloch findet sich in der Serie "Raumschiff Enterprise - das nächste Jahrhundert" in der Folge 8 der zweiten Staffel ("Der Barzan-Handel"). Auch die mehrere Jahre laufende Serie Stargate bedient sich dieser Theorie. Im Kinofilm Donnie Darko wird dagegen die Existenz eines Wurmlochs als Ausgangspunkt für eine vieldeutige Geschichte um Zeitreisen, Schicksal und Metaphysik verwendet. Auch hier wurde die Geschichte mit zahlreichen Elementen der Fantasy aufbereitet. Des Weiteren kommt im Film Déjà Vu – Wettlauf gegen die Zeit eine Maschine vor, die mittels Wurmlöchern in die Vergangenheit sehen, geringe Mengen Materie in die Vergangenheit schleusen und die Vergangenheit verändern kann.
Im Film Contact stellt man mit einem künstlichen Wurmloch Kontakt mit einer anderen Zivilisation her.
In der Serie Sliders ist es möglich, per Wurmloch in Parallelwelten zu reisen. In der Comicverfilmung Thor reisen Götter zu verbundenen Planeten ebenfalls durch ein Wurmloch.
Im Film The One reist die Hauptfigur durch Wurmlöcher, um seine Doppelgänger aus allen anderen Universen zu töten. Ebenfalls um Wurmlöcher geht es im Computerspiel Portal, in dem man mit einem Gerät durch zwei Portale wurmlochähnliche Durchgänge erzeugt, um Hindernisse zu umgehen und Rätsel zu lösen.
Auch im dritten Teil der Crysis-Trilogie wird auf die Theorie von Wurmlöchern zurückgegriffen.
Diese Darstellung von Wurmlöchern in der Science-Fiction hat wenig mit der physikalischen Theorie gemein. Oft wird ein Wurmloch als zweidimensionales „Loch“ dargestellt, in das Personen ein- und austreten. Laut der Theorie der Wurmlöcher ist die Öffnung jedoch kugelförmig. Auch ignorieren Autoren von der Theorie vorhergesagte enorme Gezeitenkräfte. Physikalisch sind jene Fantasien unrealistisch. Darstellungen von Wurmlöchern, die einem aktuelleren Kenntnisstand entsprechen, findet man in Das Licht ferner Tage von Stephen Baxter und Arthur C. Clarke sowie – sehr detailliert – in den Büchern Diaspora von Greg Egan und Contact von Carl Sagan als auch in dem Weltenbau-Internetprojekt Orion’s Arm.
Der 2014 erschienene Science-Fiction-Film Interstellar, der unter Beratung des Wissenschaftlers Kip Thorne entstand, bedient sich ebenfalls der Thematik der Wurmlöcher. Hierbei wird das Wurmloch als kugelförmiges Gebilde dargestellt.